# Racing Club Hades Kiewit Hasselt
Racing Club Hades Kiewit Hasselt, afgekort RC Hades Kiewit Hasselt, en voorheen Racing Club Hades Hasselt en Racing Club Hades is een Belgische voetbalclub uit Kiewit. De club heeft groen en wit als kleuren, en is aangesloten bij de KBVB met stamnummer 8721.

## Geschiedenis
De voetbalclub ontstond in Kiewit uit jeugdvereniging Hades. In de jaren 60 groeide er in Kiewit onvrede over de traditionele katholiek geïnspireerde jeugdbewegingen en richtte men in 1965 een nieuwe, onafhankelijke jeugdclub op, "Den Uil" genoemd. In 1967 werd de naam gewijzigd in Hades, naar Hades, de god van de onderwereld in de Griekse mythologie. In 1968 ontstond in de schoot van de jeugdbeweging een voetbalploeg. In 1972 zouden ook een basketbalploeg en in 1975 een meisjesvolleybalploeg en een handbalploeg volgen. De sportploegen ontwikkelden zich de volgende jaren verder, los van de jeugdvereniging.
Na enkele vriendenwedstrijden sloot de voetbalploeg zich in 1970 aan bij de Koninklijke Belgische Liefhebbersvoetbalbond (KBLVB), een amateurvoetbalbond. Men koos de naam Racing Club Hades en nam als clubkleuren de groen-witte kleuren van Hasselt aan. In de loop van de jaren 70 groeide de club sportief en extra-sportief uit. Er werd een infrastructuur uitgebouwd en men werd enkele keren kampioen bij de KBLVB. In 1975 werd de club een vzw.
In 1980 maakte de club de overstap naar de KBVB, waar men stamnummer 8721 kreeg toegekend. Hades ging er van start op het laagste niveau, Vierde Provinciale. In het tweede seizoen werd men er al kampioen en promoveerde men voor het eerst naar Derde Provinciale. Het verblijf duurde er twee seizoenen, maar in 1984 zakte men weer naar het laagste niveau.
Racing Club Hades bleef in Vierde Provinciale tot het in 1990 er nogmaals een kampioenstitel kon vieren. De club promoveerde weer naar Derde Provinciale en zou de volgende jaren verder een opmars maken. Twee jaar later stootte men al door naar Tweede Provinciale en in 1996 bereikte de club via de eindronde voor het eerst in haar bestaan het hoogste provinciale niveau. Hoewel men in het debuutseizoen in Eerste Provinciale 12de werd op 16 ploegen, moest men toch na een seizoen weer zakken.
De volgende jaren bleef de club strijden voor een terugkeer naar Eerste Provinciale. In vier seizoenen tijd werd men drie maal tweede in Tweede Provinciale, maar pas in 2001 kon men terug een promotie naar het hoogste niveau afdwingen. De club groeide ondertussen uit en kwam al met meer dan 15 jeugdploegen in competitie.
Enkele jaren later zakte men terug naar tweede provinciale. Na enkele eindrondes behaalde Hades in 2009 de titel en keerde men nog eens terug naar het hoogste provinciale niveau. In 2010 en 2011 deed men het ook daar goed, werd men telkens tweede en haalde men een plaats in de eindronde, die men echter niet kon winnen. In 2012/13 ten slotte slaagde Hades erin de titel te winnen in eerste provinciale. Voor het eerst in haar bestaan promoveerde de club zo naar de nationale reeksen.
In 2017 veranderde de club haar naam in Racing Club Hades Hasselt, afgekort RC Hades Hasselt. In 2018 werd Kiewit toegevoegd aan de naam.

## Resultaten
| Seizoen | Klasse | Klasse | Klasse | Klasse | Klasse | Klasse | Klasse | Reeks                                                    | Punten                                                   | Opmerkingen                                                 |
|         | I      | I      | II     | III    | IV     | P.I    | P.II   |                                                          |                                                          |                                                             |
| ------- | ------ | ------ | ------ | ------ | ------ | ------ | ------ | -------------------------------------------------------- | -------------------------------------------------------- | ----------------------------------------------------------- |
| 2005/06 |        |        |        |        |        |        | 4      | Tweede prov. Limburg                                     | 49                                                       |                                                             |
| 2006/07 |        |        |        |        |        |        | 2      | Tweede prov. Limburg                                     | 63                                                       |                                                             |
| 2007/08 |        |        |        |        |        |        | 2      | Tweede prov. Limburg                                     | 62                                                       |                                                             |
| 2008/09 |        |        |        |        |        |        | 1      | Tweede prov. Limburg                                     | 73                                                       |                                                             |
| 2009/10 |        |        |        |        |        | 3      |        | Eerste prov. Limburg                                     | 61                                                       |                                                             |
| 2010/11 |        |        |        |        |        | 2      |        | Eerste prov. Limburg                                     | 56                                                       |                                                             |
| 2011/12 |        |        |        |        |        | 5      |        | Eerste prov. Limburg                                     | 59                                                       |                                                             |
| 2012/13 |        |        |        |        |        | 1      |        | Eerste prov. Limburg                                     | 73                                                       |                                                             |
| 2013/14 |        |        |        |        | 2      |        |        | Vierde klasse C                                          | 54                                                       | Verlies in eindronde voor promotie tegen Esperanza Neerpelt |
| 2014/15 |        |        |        |        | 3      |        |        | Vierde klasse C                                          | 57                                                       | Verlies in eindronde voor promotie tegen Olympia Wijgmaal   |
| 2015/16 |        |        |        |        | 1      |        |        | Vierde klasse C                                          | 61                                                       |                                                             |
|         | 1A     | 1B     | 1Am    | 2Am    | 3Am    | P.I    | P.II   | Vanaf 2016-17 zijn er 3 nationale en 2 regionale niveaus | Vanaf 2016-17 zijn er 3 nationale en 2 regionale niveaus | Vanaf 2016-17 zijn er 3 nationale en 2 regionale niveaus    |
| 2016/17 |        |        |        | 10     |        |        |        | Tweede klasse Am.                                        | 37                                                       |                                                             |
| 2017/18 |        |        |        | 7      |        |        |        | Tweede klasse am.                                        | 43                                                       |                                                             |
| 2018/19 |        |        |        | 6      |        |        |        | Tweede klasse am.                                        | 43                                                       |                                                             |
| 2019/20 |        |        |        | 7      |        |        |        | Tweede klasse am.                                        | 34                                                       | Competitie gestopt wegens Covid-19                          |
| 2020/21 |        |        |        | -      |        |        |        | Tweede klasse am.                                        | -                                                        | Competitie geschrapt wegens Covid-19                        |
| 2021/22 |        |        |        | 13     |        |        |        | Tweede Afdeling B                                        | 32                                                       |                                                             |
| 2022/23 |        |        |        | 2      |        |        |        | Tweede Afdeling B                                        | 62                                                       | Verlies in eindronde voor promotie tegen Sporting Hasselt   |
| 2023/24 |        |        |        | 14     |        |        |        | Tweede Afdeling B                                        | 42                                                       |                                                             |
| 2024/25 |        |        |        | 7      |        |        |        | Tweede afdeling B                                        | 44                                                       |                                                             |
| 2025/26 |        |        |        |        |        |        |        | Tweede afdeling B                                        |                                                          |                                                             |

## Bekende (oud-)Spelers
- Issam Al Kamouchi